# Föderatív azonosság
Az információtechnológiában a föderatív azonosság (föderatív identitás) két általános jelentéssel bír:
- Egy személy felhasználói információinak tárolása több eltérő identitásmenedzselő rendszeren. Az adatok egy közös elemmel vannak összekötve, mely általában a felhasználónév.
- A felhasználó-autentikálási folyamat mely átível több IT rendszert, akár céget is.

Például, egy utazó lehet repülőgép utasa és hotel vendége is. Ha a légitársaság és a hotel föderatív identitás kezelőt használt, akkor ez azt jelenti, hogy megbíznak egymás felhasználó autentikációjában. Ekkor az utazónak elegendő egyszer belépnie, mint vásárló, ahhoz, hogy vegyen egy repülőjegyet, majd ez az azonosítás felhasználható arra is, hogy kivegyen egy hotel szobát.

## Háttér
Egységesített identitás kezelési megoldásokat azzal a céllal hozták létre, hogy kezeljék a felhasználói és adatbiztonságot, ahol a felhasználó és az általuk használt rendszerek egy hálózaton voltak, vagy legalábbis egy domainen belül. Habár egyre nagyobb a száma, amikor felhasználó a saját hálózatán kívüli rendszereket ér el, illetve ha külső felhasználók lépnek be a belső rendszerekbe. Az egyre jobban elterjedő szétválasztása a felhasználónak és az általa használt rendszereknek egy elkerülhetetlen mellékterméke annak, hogy az Internet mind a vállalati, mind a magánélet szerves része lett. Ez alapján fellépő új kihívások, mint a cégeken, domain-eken átívelő problémák ösztönözték a föderatív identitás menedzsment kialakulását.

## Identitás központosítása
A központosítás nyílt vállalati szabványok és / vagy nyílt specifikációk segítségével valósul meg oly módon, hogy különböző csoportok együtt tudjanak működni gyakori használati esetekben. Ilyen esetek a domain-eken átívelő, web alapú single sign-on, felhasználó fiók engedélyezés, jogosultság kezelés.
Föderatív identitási szabványok használata csökkenti a költséget azáltal, hogy megszünteti az egyszeri skálázás vagy a szabadalmazott megoldások használatának a szükségét. Növelheti a biztonságot és csökkentheti a kockázatot azáltal, hogy lehetővé teszi egy szervezet számára hogy a felhasználót csak egyszer azonosítsa, majd ezt az információt használja több rendszeren keresztül. Lehetővé teszi a felhasználó számára, hogy irányítsa, korlátozza, hogy milyen információk kerülnek megosztásra és így javítja a bizalmas információk egyeztetését. Drasztikusan növeli a felhasználói élményt a felesleges regisztrációk és beléptetések elkerülésével.
A föderatív identitás fogalma széles spektrumú és folyamatosan fejlődő. Magába foglalhatja a felhasználó-felhasználó, felhasználó-alkalmazás, alkalmazás-alkalmazás használati eseteket a böngésző, web szolgáltatások és a szolgáltatás orientált architektúra (SOA) terén is. Lehetnek magas kockázatú, magas biztonsági szintű esetek és kis kockázatú, alacsony biztonságú esetek. Maga a fogalom generikus, vagyis nem köthető semmilyen konkrét protokollhoz, technológiához, implementációhoz, céghez. Közös bennük, hogy egy nyílt, sokszor szabvány alapú módon érik el az azonosítási információk hordozhatóságát, vagyis bárki a nyílt specifikáció vagy szabvány alapján hozzáférhet a teljes funkcionalitáshoz, hordozhatósághoz.